# 松浦郵便局
松浦郵便局（まつうらゆうびんきょく）
- 長崎県松浦市にある郵便局。本記事にて記述する。
- 新潟県新発田市にある郵便局。局番号は12439。

松浦簡易郵便局（まつうらかんいゆうびんきょく）
- 北海道松前郡福島町にある簡易郵便局。局番号は94733。2012年10月現在一時閉鎖中。

松浦郵便局（まつうらゆうびんきょく）は、長崎県松浦市にある郵便局。民営化前の分類では集配特定郵便局であった。

## 概要
住所：〒859-4599 長崎県松浦市志佐町里免381-1
松浦市志佐町の中心街南寄り、交差点に面している。

## 沿革
- 1874年（明治7年）12月16日 - 志佐郵便取扱所として開設[1][2]。
- 1875年（明治8年）1月1日 - 志佐郵便局（五等）となる。
- 1885年（明治18年）10月1日 - 貯金取扱を開始。
- 1886年（明治19年）5月14日 - 貯金取扱を廃止。
- 1891年（明治24年）2月16日 - 貯金・為替取扱を開始。
- 1901年（明治34年）3月6日 - 志佐郵便電信局となる。郵便物集配業務を開始。
- 1903年（明治36年）4月1日 - 通信官署官制の施行に伴い志佐郵便局となる。
- 1916年（大正5年）10月1日 - 保険取扱を開始。
- 1920年（大正9年） - 電話交換業務を開始。
- 1952年（昭和27年）11月1日 - 電気通信業務の取扱を志佐電報電話局に移管[3]。
- 1956年（昭和31年）10月1日 - 電話通話及び和文電報受付事務の取扱を開始。
- 1969年（昭和44年）10月27日 - 松浦市志佐町大字浦免から、同市志佐町大字里免に移転。
- 1994年（平成6年）1月24日 - 松浦郵便局に改称。
- 1995年（平成7年）3月12日 - 上志佐郵便局、調川郵便局、今福郵便局から集配業務を移管。
- 2007年（平成19年）10月1日 - 民営化に伴い、併設された郵便事業佐世保支店松浦集配センターに一部業務を移管。
- 2012年（平成24年）10月1日 - 日本郵便株式会社発足に伴い、郵便事業佐世保支店松浦集配センターを松浦郵便局に統合。
- 2017年（平成29年）10月16日 - 投資信託の取り扱いを開始予定[4]。

## 取扱内容
- 郵便、印紙、ゆうパック、内容証明
- 貯金、為替、振替、振込、国債
- 生命保険、バイク自賠責保険
- ゆうちょ銀行ATM
- 松浦市内の一部地域の集配業務

## 周辺
- 松浦市役所
- 生涯学習センターきらきら21
- 長崎県立松浦高等学校
- 松浦市立志佐中学校
- 国道204号
- 志佐川

## アクセス
- 松浦鉄道西九州線 松浦駅から徒歩約10分
- 西肥バス 松浦市役所前停留所下車
- 駐車場あり：9台